# Русское богатство

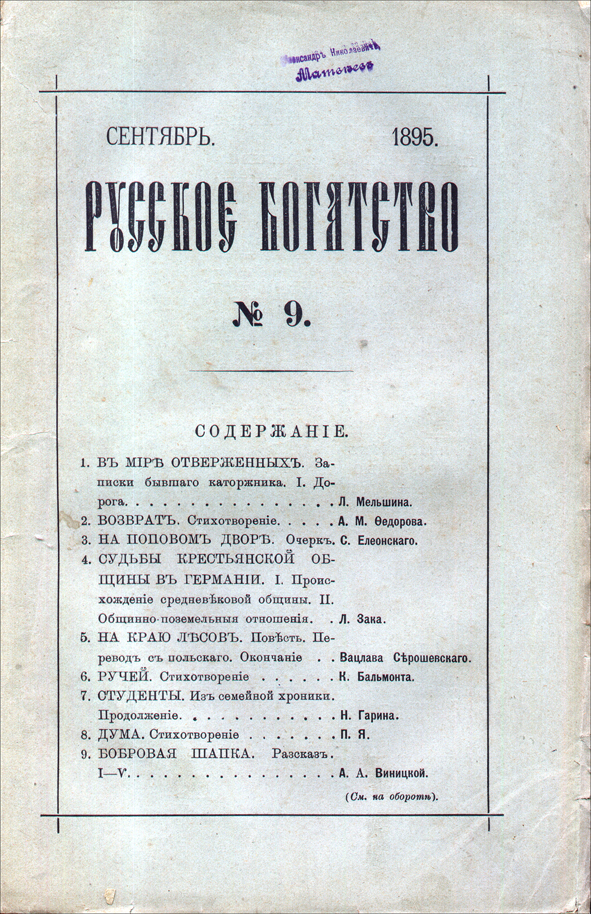
Первая страница журнала, 1895 год

«Ру́сское бога́тство» — ежемесячный общественно-политический, литературный и научный журнал, издававшийся в Санкт-Петербурге в 1876—1918 годах.

## Начало издания
Первоначально назывался «Русское Богатство. Журнал торговли, промышленности, земледелия и естествознания». Начал выходить в январе 1876 года в Москве, с середины того же года издание продолжилось в Санкт-Петербурге. До 1878 года, в котором вышли только №№ 1—5, издавался три раза в месяц. Издателем-редактором был Н. Ф. Савич, преобразовавший его из своего же «Листка сельского хозяйства и естествознания».
В марте 1879 года, после почти годичного перерыва, издание появилось вновь от имени нового издателя и редактора, Д. М. Рыбакова, — в виде единственного номера.

## Артельный журнал
Расширение программы журнала последовало лишь с переходом журнала в собственность С. Н. Бажиной, жены Н. Ф. Бажина, издававшей его под названием «Русское богатство» с 1880 по 1882 год. Редактором в это время был сначала Н. Н. Златовратский, затем П. В. Быков.
В первой фазе своего существования в качестве ежемесячного журнала, «Русское богатство» представляло собой небольшой по объёму печатный орган, бескорыстно издававшийся на артельных началах писателями-народниками. Принимали участие в нём большей частью сотрудники «Отечественных записок» и «Дела»: Н. Ф. Анненский, супруги Бажины, В. М. Гаршин, В. А. Гольцев, П. В. Засодимский, Н. Н. Златовратский, С. Н. Кривенко, Н. И. Наумов, Ф. Д. Нефёдов, В. И. Орлов, Г. И. Успенский, А. И. Эртель, Н. М. Ядринцев, критик М. А. Протопопов и другие. Н. Н. Златовратский поместил здесь своего «Деревенского Короля Лира», В. М. Гаршин — «Attalea princeps» и «Люди и война».
Журнал в этот период довольно плохо расходился и многими считался посредственным. В идеологическом отношении был интересен тем, что участвовавшие в нём «последовательные народники» должны были признать необходимость политической борьбы, что свидетельствовало об их отходе от позиций старого ортодоксального народничества.
Усердно работал в это время в «Русском богатстве» начинавший свою литературную деятельность П. Ф. Якубович.
Вскоре, однако, сотрудники разошлись и в 1881—1882 годах журнал вели почти исключительно П. В. Засодимский, Н. Ф. Бажин и С. Н. Бажина.

## Либеральный период

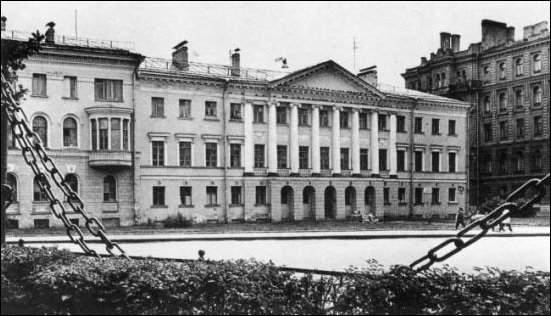
Здание, в котором располагалась редакция «Русского богатства». Ныне ул. Рылеева, 1

Журнал прекратился на № 8 за 1882 год и затем перешёл в собственность Л. Е. Оболенского, который возобновил его с января 1883 года и продолжал по 1891 год включительно. В этот период журнал стал либеральным органом с лёгким налётом народничества.
С переходом журнала к Л. Е. Оболенскому главным сотрудником его становится сам издатель, помещавший здесь и романы, и статьи научно-философские, критические и публицистические. Л. Н. Толстой дал журналу несколько небольших нравственно-публицистических статей. Изредка печатались Н. Я. Грот, Н. И. Кареев, И. А. Клейбер, В. О. Португалов, Юзов (И. И. Каблиц), М. Ю. Гольдштейн, П. Д. Боборыкин, М. К. Цебрикова, Н. А. Рубакин, Ю. И. Безродная, Атава (С. Н. Терпигорев), И. И. Ясинский, А. П. Голубев, Н. П. Вагнер, Шабельская (А. С. Монтвид) и другие писатели, публицисты, учёные. Журнал печатал повести малоизвестных писателей, например, «Последние дни» (1889) Е. А. Зеланд-Дубельт.
В приложении журнал давал переводы научных и философских сочинений — В. Вундта, Г. Спенсера и других.

## Возврат к народничеству

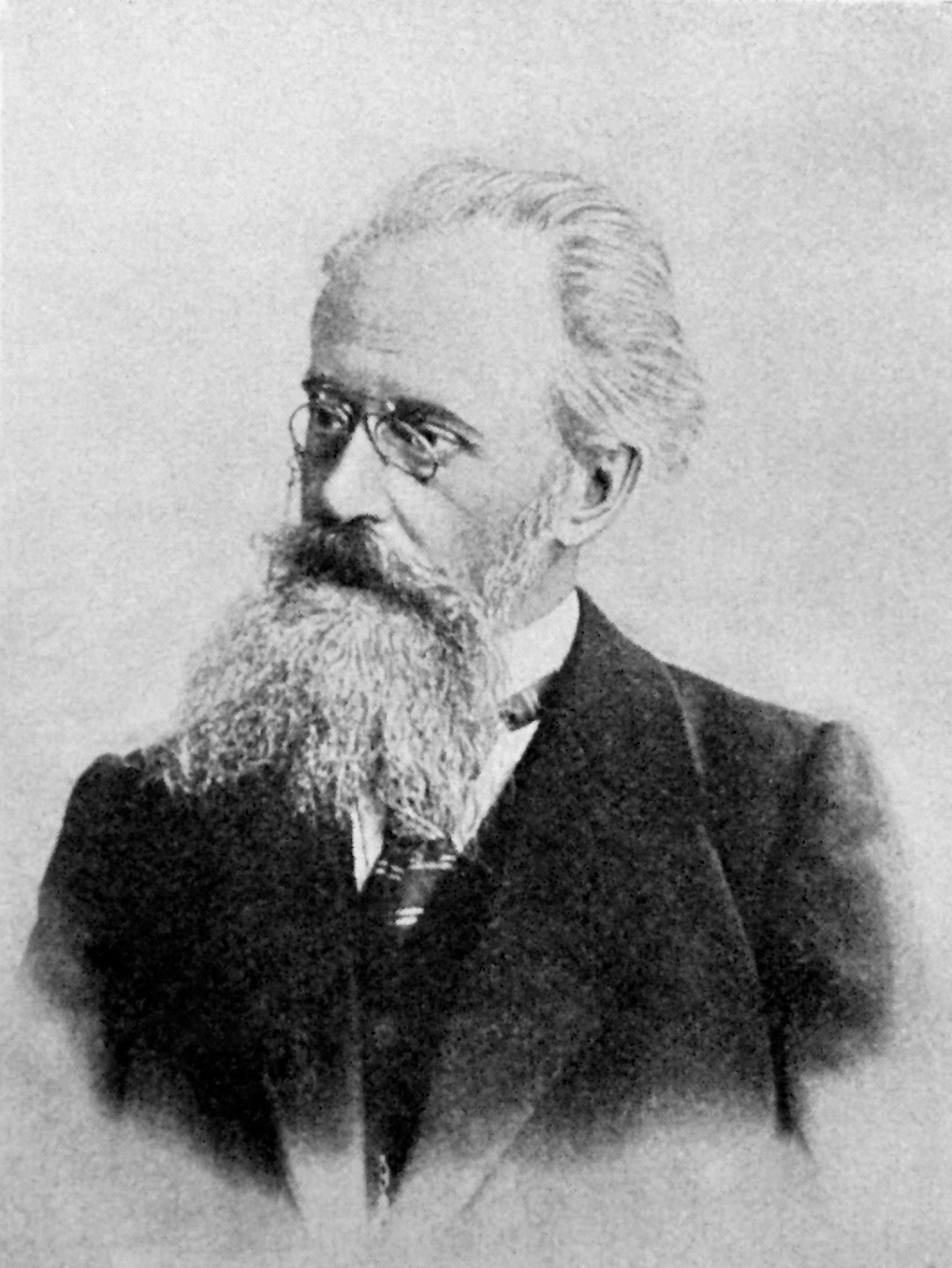
Николай Константинович Михайловский

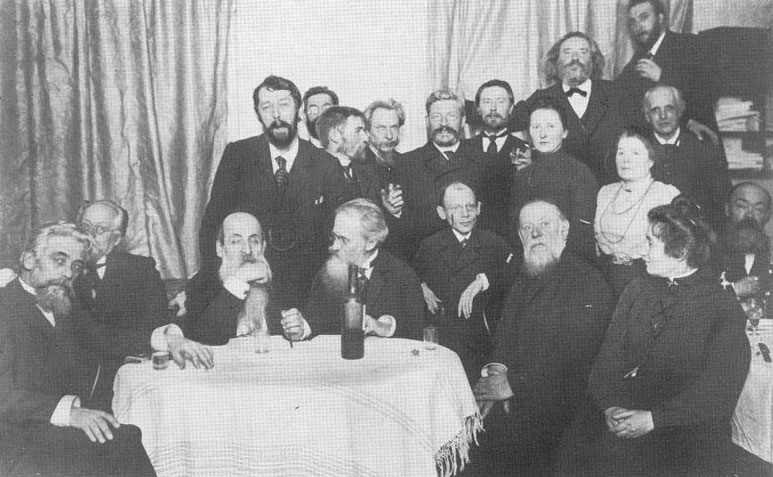
Редакторы и сотрудники журнала в 1903 г.

В редакции журнала

С переходом в 1892 году «Русского богатства» в руки народников (к кружку бывших сотрудников «Отечественных записок» и к О. Н. Поповой) журнал постепенно стал одним из наиболее распространённых и влиятельных органов печати и по объёму, несмотря на низкую подписную цену, мало уступал остальным «толстым» журналам.
Его издателями в 1892 году были: Е. М. Гаршин, Н. В. Михайловская, затем она же и О. Н. Попова; с № 6 за 1895 год — Н. В. Михайловская и В. Г. Короленко; с № 4 за 1897 год вместо Н. В. Михайловской в соиздательство с В. Г. Короленко вступил Н. К. Михайловский. Ответственные редакторы — П. В. Быков и С. И. Попов.
В мае 1899 года журнал, хотя и выходящий под предварительной цензурой, был приостановлен на три месяца за статью в № 3 о последних мероприятиях по отношению к Финляндии.

## Период Михайловского
До 1895 года во главе редакции стояли С. Н. Кривенко и В. П. Воронцов (В. В.), позже основавшие с О. Н. Поповой «Новое слово».
С 1895 года душой журнала стал Н. К. Михайловский, почти ежемесячно помещающий в нём (с 1893) научно-критические и общественные заметки, под общим заглавием «Литература и жизнь». В состав редакции входили В. Г. Короленко, Н. Ф. Анненский, А. И. Иванчин-Писарев.
Из беллетристов, кроме В. Г. Короленко, в «Русском богатстве» 1892—1899 годов принимали участие Н. М. Астырев, Д. Н. Мамин-Сибиряк, К. М. Станюкович, И. Н. Потапенко, Н. Н. Златовратский, Г. И. Успенский, Е. А. Шабельская, Е. П. Карпов, П. В. Засодимский, Дмитриева, Виницкая, Безродная и др., а также ряд писателей, впервые здесь дебютировавших перед большой публикой. К ним можно отнести Л. Мельшина (псевдоним П. Ф. Якубовича; автор обративших на себя всеобщее внимание очерков «В мире отверженных»), Н. Г. Гарина-Михайловского («Детство Тёмы», «Гимназисты», «Студенты»), С. Я. Елпатьевского, М. Горького, В. В. Вересаева, Е. Н. Чирикова, Е. А. Ганейзера, Л. А. Авилову, П. П. Булыгина и других.
По отделу критики одно время (1894—1896) деятельным сотрудником был М. А. Протопопов. Критические статьи и рецензии помещали также А. Г. Горнфельд, И. Ф. Гриневич (псевдоним П. Ф. Якубовича), Евгений Соловьёв и другие.
Особенное внимание журнал обращал на вопросы внутренней жизни и политико-экономические. Постоянное обозрение внутренней жизни вели сначала С. Н. Кривенко, позднее С. Н. Южаков и Н. Ф. Анненский. Отдельные статьи по вопросам экономики и внутренней политики помещали В. П. Воронцов (В. В.), В. Г. Яроцкий, Н. А. Каблуков, Н. А. Карышев, Б. Ф. Брандт, А. А. Кауфман, Н. Ф. Даниельсон (Николай—он), Л. С. Зак, Б. О. Эфруси, А. В. Пешехонов, Н. А. Рубакин, Ф. А. Щербина, М. Плотников, А. В. Погожев, Г. И. Шрейдер, М. Б. Ратнер, И. П. Белоконский, С. А. Раппопорт (С. Ан-ский) и др.
Отдел иностранной политики сначала вёл В. А. Тимирязев, затем С. Н. Южаков, который одно время вёл также «Дневник журналиста», в котором обратил на себя внимание своими нападками на российские учебники.
Большой интерес представляли собой заграничные корреспонденции «Русского богатства», талантливые и полные живого интереса («Письма из Франции» и «Письма из Англии» Э. Маркс-Эвелинг, И. В. Шкловского).
Статьи исторического, философского, естественно-научного содержания помещали В. В. Лесевич, В. А. Мякотин, П. В. Мокиевский, А. С. Глинка, M. M. Ковалевский, В. И. Семевский, С. А. Венгеров, И. В. Лучицкий, H. M. Ядринцев, И. И. Иванов, А. А. Кизеветтер, Г. Н. Потанин, M. А. Антонович, M. M. Филиппов, П. Б. Струве, В. А. Фаусек, В. В. Водовозов, Е. С. Некрасова и другие.
Кроме этого, «Русское богатство» публикациями Михайловского вело борьбу как с натурализмом в искусстве, так и с тенденциями модернизма и символизма.

## Борьба с марксизмом
В этот период на страницах журнала велась активная полемика с марксизмом. В этой полемике теоретики народничества окончательно отступили от старых народнических догм и признали наличие развивавшегося в России капитализма и рабочего движения. Тем не менее, они старались доказать, что интересы всех трудящихся полностью тождественны, и развивали концепцию аграрной эволюции. Если не считать «раскола в нигилистах» 60-х гг., спор народников и марксистов впервые в истории русской интеллигенции носил столь принципиальный, мировоззренческий характер. Если для марксистов он означал попытку выхода из идеологического тупика 80-х гг., некую переоценку основных ценностей в применении к сложившимся историческим условиям, то публицисты журнала «Русское богатство» считали себя единственными продолжателями традиций «Отечественных записок» и видели свою роль в преобразовании страны на принципах, унаследованных от идеологии 60—70-х годов, то есть воплощали собой своеобразную «охранительную» тенденцию в социальном реформаторстве. Оппозиция марксистской идеологии исходила не только от «Русского богатства», но и других органов: от либеральных журналов «Вестник Европы», «Русская мысль», от консервативного «Русского вестника», но, как явствует из подробного освещения этой полемики В. И. Лениным в книге «Что такое „друзья народа“ и как они воюют против социал-демократов?», инициатором и вдохновителем этого противостояния был именно Н. К. Михайловский и «Русское богатство», что и выдвинуло журнал в число ведущих российских изданий. В этом споре во всём блеске проявился мощный полемический талант Н. К. Михайловского; на стороне «марксистов» было преимущество молодой «энергии отрицания» по выражению В. Б. Шкловского. Помимо самого Н. К. Михайловского, активное участие в дискуссии приняли публицисты С. Н. Кривенко и С. Н. Южаков, историк Н. И. Кареев, экономисты В. П. Воронцов (В. В.) и Н. Ф. Даниельсон (Николай — он) и др. С другой стороны в полемике приняли участие все крупные социал-демократы: Г. В. Плеханов, В. И. Засулич. В спорах марксистов и народников, на несколько лет ставших основным содержанием всех ведущих русских журналов, впервые сделали себе имя учёные и политики, сыгравшие ключевую роль в исторических событиях, произошедших в России в ближайшие четверть века: В. И. Ленин, П. Б. Струве, Н. А. Бердяев, С. Н. Булгаков и другие.
В философском отношении в «Русском богатстве» развивались тенденции сближения с эмпириокритицизмом.

## Литературный отдел

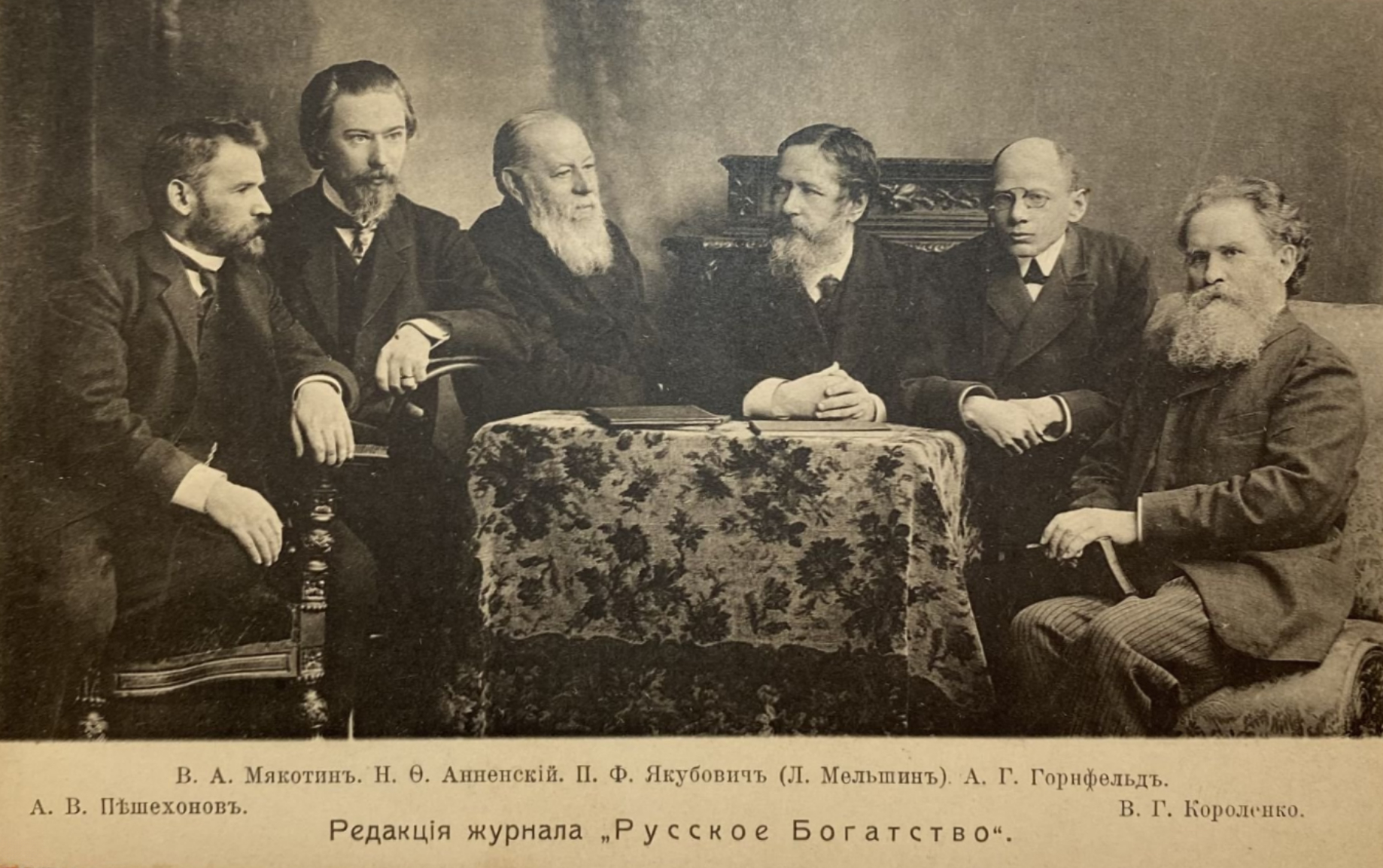
Редакция журнала «Русское богатство». Слева направо: А. В. Пешехонов, В. А. Мякотин, Н. Ф. Анненский, П. Ф. Якубович (Л. Мельшин), А. Г. Горнфельд, В. Г. Короленко

Литературный отдел журнала, по сути, мало отличался от литературных отделов других ведущих журналов того времени, за исключением традиционного отсутствия модернистов, символистов и других представителей зарождающихся литературных течений. Но В. Г. Короленко в качестве литературного редактора отсутствие крупных литературных имён компенсировал обилием качественной переводной беллетристики. Он знакомил читателя с произведениями Б. Бьёрнсона, Дж. Голсуорси, Д. Дефо, Г. Уэллса, Я. Вассермана, Э. Л. Войнич, польских авторов: С. Жеромского, В. Реймонта, М. Конопицкой, Б. Пруса, А. Струга, Э. Ожешко, что также было традиционным для русских журналов. Упомянутые выше Н. Г. Гарин-Михайловский, В. Вересаев, Е.Чириков, Д. Н. Мамин-Сибиряк, М. Горький, а также А. И. Куприн, К. Д. Бальмонт, И. А. Бунин, В. Серошевский, активно сотрудничавшие с журналом в середине 1890-х годов, по тем или иным причинам покидают журнал к концу 1890-х годов. Вероятно, не в последнюю роль по причине идеологического поражения народников в споре с марксистами. В журнале формируется узкий круг «своих» авторов: «казачий писатель» Ф. Д. Крюков, поэты П. Ф. Якубович, Г. Вяткин, В. В. Башкин, А. А. Чумаченко, В. М. Чернов, прозаики Б. Н. Савинков, С. П. Подъячев, В. В. Муйжель, и некоторые другие менее значительные авторы. Их творчество не несёт в себе ничего типично «народнического» в том понимании, в каком творили ещё жившие в ту пору Н. Н. Златовратский и П. В. Засодимский и печатавшиеся в начале века не в «Русском богатстве», а в иных журналах. Среди наиболее значительных «чужих» авторов, публиковавшихся перед Октябрьской революцией, стоит назвать И. С. Шмелёва, И. Г. Эренбурга, П. С. Романова, А. С. Неверова, Д. Бедного.
«Русское богатство» по большому счёту журнал узкопартийный, его история — это история противостояния как правым, так и левым, история борьбы с реакцией, беззакониями, бюрократией, буржуазией, марксистами, толстовцами, декадентами, черносотенцами, националистами, церковью, кадетами, октябристами, социал-демократами и так далее. В сознании современников он был ценен именно политической остротой выступлений, а не литературными шедеврами. Сам В. Г. Короленко поместил в журнале относительно немного чисто художественных произведений. В этом смысле показательны его публицистические выступления в связи с Мултанским делом в 1895 и 1896 годах и делом Бейлиса в 1913 году.

## Между двумя революциями

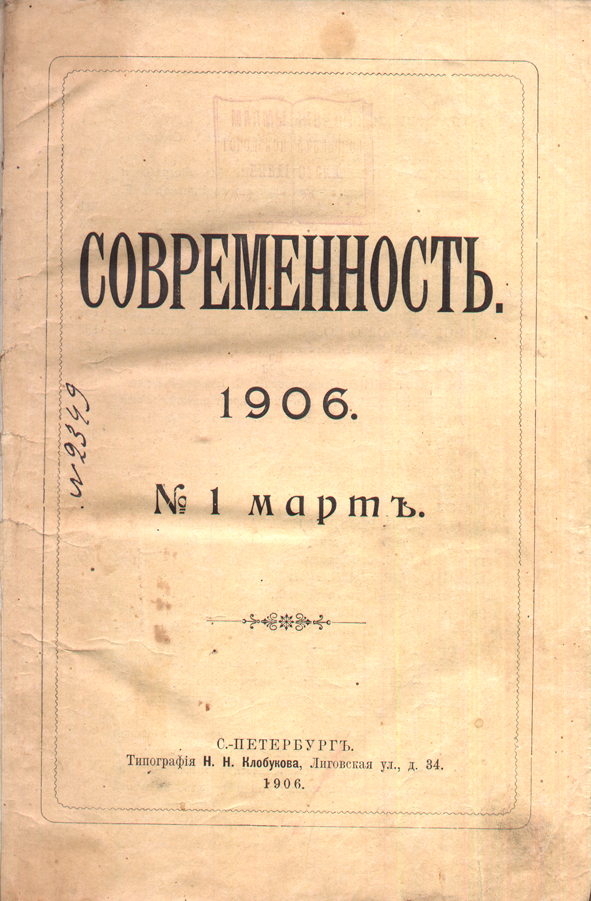
Обложка журнала «Современность», март 1906

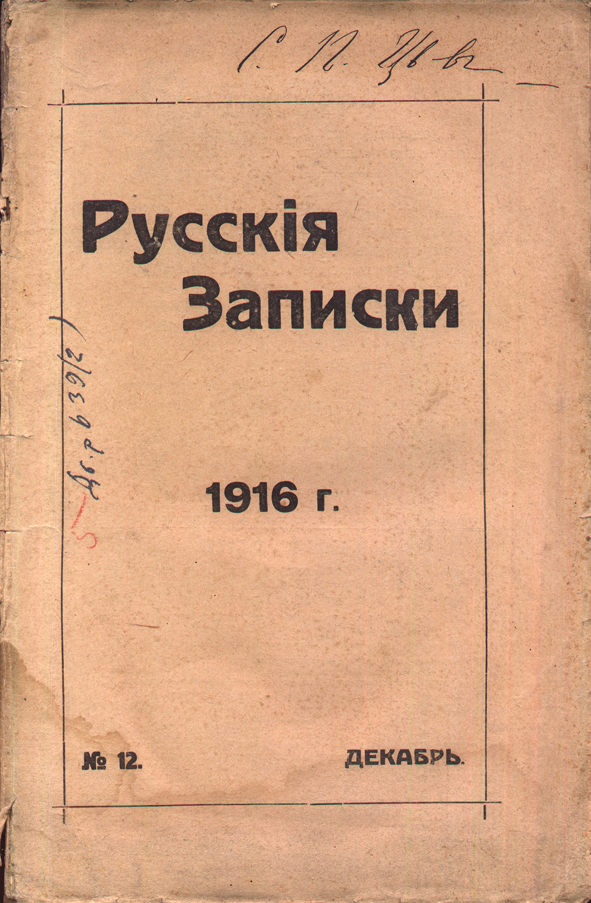
Обложка журнала «Русские записки», декабрь 1916

После смерти Михайловского в 1904 году и Революции 1905 года «Русское богатство» под руководством Короленко продолжило дрейф от народничества к либерализму. Группа основных участников утратившего былую популярность журнала с присоединившимися к ним А. Б. Петрищевым и Ф. Д. Крюковым придерживалась платформы «народных социалистов». В это время роль наиболее заметного (но не самого влиятельного) публициста переходит к А. В. Пешехонову. Журнал выступал противником революционной и террористической деятельности, защищал парламентаризм и мирную тактику преобразований.
В 1906 году «Русское богатство» было закрыто правительством и стало выходить как «Современные записки» и «Современность»; с мая 1906 года прежнее название было возвращено.
Во время Первой мировой войны журнал занимал оборонческую позицию. С сентября 1914 года до марта 1917 года, в связи с очередным запретом, журнал назывался «Русские записки».

## Закрытие издания
Коллектив журнала враждебно отнёсся к Октябрьской революции 1917 года, и в сентябре 1918 году издание было окончательно закрыто как  «выступавшее против диктатуры пролетариата». Последнее значимое событие в жизни редакции — юбилейное заседание в связи с 25-летием журнала, состоявшееся по инициативе Петроградского Комитета Трудовой Народно-Социалистической партии. В юбилейный комитет вошли М. Горький, В. Фигнер, В. Засулич и другие деятели народнического движения.

## Периодичность выхода
| Приостановка издания в 1899 г. |

| «Современные записки», 1906 г. |

| Приостановка издания в 1906 г. |

| «Современность», 1906 г. |

| «Русские записки», 1914-1917 гг. |